# Phan Ngọc Hiển
Phan Ngọc Hiển (1910–1941), quê ở Cần Thơ, là nhà báo, nhà giáo, nhà văn và chí sĩ yêu nước Việt Nam thời Pháp thuộc. Ông hy sinh sau khi lãnh đạo cuộc khởi nghĩa Hòn Khoai tại Cà Mau, một bộ phận của cuộc khởi nghĩa Nam Kỳ chống chính quyền thực dân Pháp nổ ra năm 1940. Hiện tên ông được đặt cho một xã ở tỉnh Cà Mau là Phan Ngọc Hiển, một đường phố chính, hai trường cấp ba, một trường cấp hai và một trường cấp một ở, phường 2, tỉnh Cà Mau.

## Tiểu sử

### Tuổi thơ
Phan Ngọc Hiển sinh năm 1910 tại phường Thới Bình, thành phố Cần Thơ. Cha ông là Phan Văn Vinh, mẹ là bà Trương Thị Cư. Cả hai qua đời lúc Phan Ngọc Hiển mới 10 tuổi. Mồ côi cha mẹ, ông sống với người anh là Phan Văn Thới và chị là Phan Kim Sa. Mặc dù hoàn cảnh kinh tế gia đình khó khăn, người cậu ruột của ông, ông Trương Quang Đẩu, vẫn cố gắng để Phan Ngọc Hiển tiếp tục học hành. Ông Đẩu nhận xét về cậu cháu trai của mình: “Thằng này sau này ắt làm nên”.
Vốn dĩ là một cậu bé cần cù, chăm chỉ, thông minh, hiếu học, nên mới 21 tuổi Phan Ngọc Hiển đã đỗ tốt nghiệp trung học sư phạm. Không thể không công nhận tài năng học tập của Hiển, nên nhà trường buộc phải cấp bằng thầy giáo cho ông. Tuy vậy, thực dân Pháp đã ghi tên Phan Ngọc Hiển vào sổ đen, nên chúng đày thầy giáo trẻ đến tận Rạch Gốc, miệt đất mũi tận cùng của tỉnh Cà Mau để dạy học. Trong giai đoạn này, ông bắt đầu theo đuổi lý tưởng giải phóng dân tộc bằng bạo lực do Đảng Cộng sản Đông Dương khởi xướng.
Theo tư liệu từ tuần báo Tân tiến, cuối năm 1935, Phan Ngọc Hiển làm phóng viên cho tờ báo có tòa soạn đặt ở Sa Đéc này. Đến cuối năm 1937, Xứ ủy Nam Kỳ của Đảng Cộng sản Đông Dương điều ông về Sài Gòn và bổ nhiệm ông vào ban biên tập báo Liên đoàn lao động thuộc Công hội đỏ Nam Kỳ. Cuối năm 1938, Tỉnh ủy Bạc Liêu xin điều ông về chuẩn bị nhân sự thành lập cơ quan báo của đảng bộ. Nhưng sau đó Tỉnh ủy Bạc Liêu hoãn việc thành lập tờ báo này.

### Lãnh đạo khởi nghĩa Hòn Khoai
Tháng 6 năm 1939, Phan Ngọc Hiển được tổ chức đảng của ông phân công trở lại hoạt động ở vùng Rạch Gốc, rồi sau đó vượt biển ra Hòn Khoai. Trong cuộc khởi nghĩa Nam Kỳ chống lại chính quyền thực dân Pháp do Đảng Cộng sản Đông Dương tổ chức và tiến hành, Phan Ngọc Hiển trực tiếp lãnh đạo và tổ chức cuộc nổi dậy ở Hòn Khoai. Ngày 13 tháng 12 năm 1940, cuộc nổi dậy nổ ra, nhưng nhanh chóng bị chính quyền đàn áp. Phan Ngọc Hiển cùng đồng đội bị thực dân Pháp bắt. "10 chiến sĩ Hòn Khoai" trong đó có ông đã bị xử bắn tại sân vận động của Thị trấn Cà Mau vào ngày 12 tháng 7 năm 1941. Phan Ngọc Hiển hi sinh năm 31 tuổi.

## Nghề văn, nghề báo

### Đấu tranh vì xã hội tốt đẹp hơn
Phan Ngọc Hiển để lại khoảng 70 tác phẩm báo chí, văn học của ông đăng trên tuần báo Tân tiến vào giai đoạn 1936. Những tác phẩm của Phan Ngọc Hiển đều thể hiện lý tưởng đấu tranh vì độc lập dân tộc và mong muốn xây dựng một cuộc sống tốt đẹp hơn.
Ông lập luận "phá và lập: phá tan cái thành khổ, lau khô giọt lệ đau thương, lập cái khí cụ để xây thành mới: ấm no, tự do, hạnh phúc".
Về kinh tế, Phan Ngọc Hiển chủ trương "Chấn hưng nghề nghiệp, bênh vực quyền lợi". Ông viết: "Đồng bào chấn hưng nghề nông nhưng đừng dẫm chân trên thửa ruộng, vuông vườn, mà người dân Nam Việt phải phát triển ngành nghề, mỗi người phải "nhất nghệ tinh", phải chung sức chung lòng mở mang thương mãi, phát triển công nghiệp để "tự chủ", "tự lập"... Đó là tiền đồ rực rỡ của đất nước".
Về giáo dục, Phan Ngọc Hiển cảnh báo rằng "sự dốt nát lu mờ của dân tộc", của giai cấp cần lao là nỗi sỉ nhục, là hiểm họa lớn nhất. Phan Ngọc Hiển viết nhiều bài kêu gọi đấu tranh thực thi công việc khai hoá dân trí. Ông cũng bày tỏ thái độ trước sự thờ ơ của giới tri thức với thực trạng dân tộc: "Hỡi đàn anh Nam Việt, nếu thái độ của các ngài mãi vậy thì hai mươi mấy triệu dân da vàng này chừng nào mới thoát khỏi vòng nô bộc".

### Tâm niệm với nghề
Những tác phẩm mà Phan Ngọc Hiển lại thuộc đủ các thể loại báo chí, văn học: phóng sự, phóng sự điều tra, chính luận, phiếm luận, tùy bút, bút ký, đoản văn, truyện ngắn, tiểu thuyết, thơ... Đặc biệt có 10 bài chính luận, gần 20 bài phóng sự, phóng sự điều tra, 10 truyện ngắn và một tiểu thuyết Mương đào ổ yến hơn bốn mươi ngàn từ đều viết và sáng tác trong năm 1936.
Ông tâm niệm về nghề báo: "Báo giới là lòng dân trước chính phủ, là ngọn đuốc giúp chính phủ thấy rõ đâu chánh, đâu tà, đâu liêm sỉ, đâu ô trược, đâu bình dân, đâu hiếp dân".
Về văn học, Phan Ngọc Hiển viết: "Cái chân giá trị của nhà văn là làm sao người xem văn phải hóa theo văn, chớ không phải ở câu văn dồi dào mà như mây gió thoáng qua. Một người văn sĩ bình dân thấy rõ chỗ cần dùng, chỗ đói khát của dân, biết tâm lý của dân thì đoạn văn quyển sách ấy tuy nhiên hữu ích, không liệt vào hạng sách nhảm nhí".
Phan Ngọc Hiển coi nghề văn gắn liền với trách nhiệm xã hội cao cả: "Con tằm mảng nhả tơ, quên phức xuân về, chạnh nỗi nó thân mòn trí mỏi, xuân qua muốn nắm xuân lại, sợ mất ngày xuân. Xem gương giật mình thương tiếc nỗi chưa phăng hết ruột mà tử thần chực sẵn bên mình... Nhà văn ngày đêm cặm cụi cạo óc trả nợ đời, trả hoài không dứt. Cảnh khuya lai láng tình non nước... nước mắt chan hòa".